# Grup de Poesia L'Espiadimonis
El Grup de Poesia L'Espiadimonis, o simplement L'Espiadimonis, és un grup de poetes format a Tarragona l'any 1973. N'han format part en diferents moments els poetes següents: Olga Xirinacs (l'única professional), Sara Pujol, Maria Rosa Miró, Emili Carles Molina, Francesc Roig, Anna Muntané, Antoni Martínez, Josep Maria Pena i Vicent Soriano.

## Títols publicats
- Tramada. Tarragona: Institut d'Estudis Tarraconenses Ramon Berenguer IV, 1980
- La dotzena del frare. Barcelona: El Mall, 1975
- Versifonies. Tarragona: Institut d'Estudis Tarraconenses Ramon Berenguer IV, 1987
- Mansardes. Tarragona: Diputació de Tarragona, 1997